# 스리부 제도

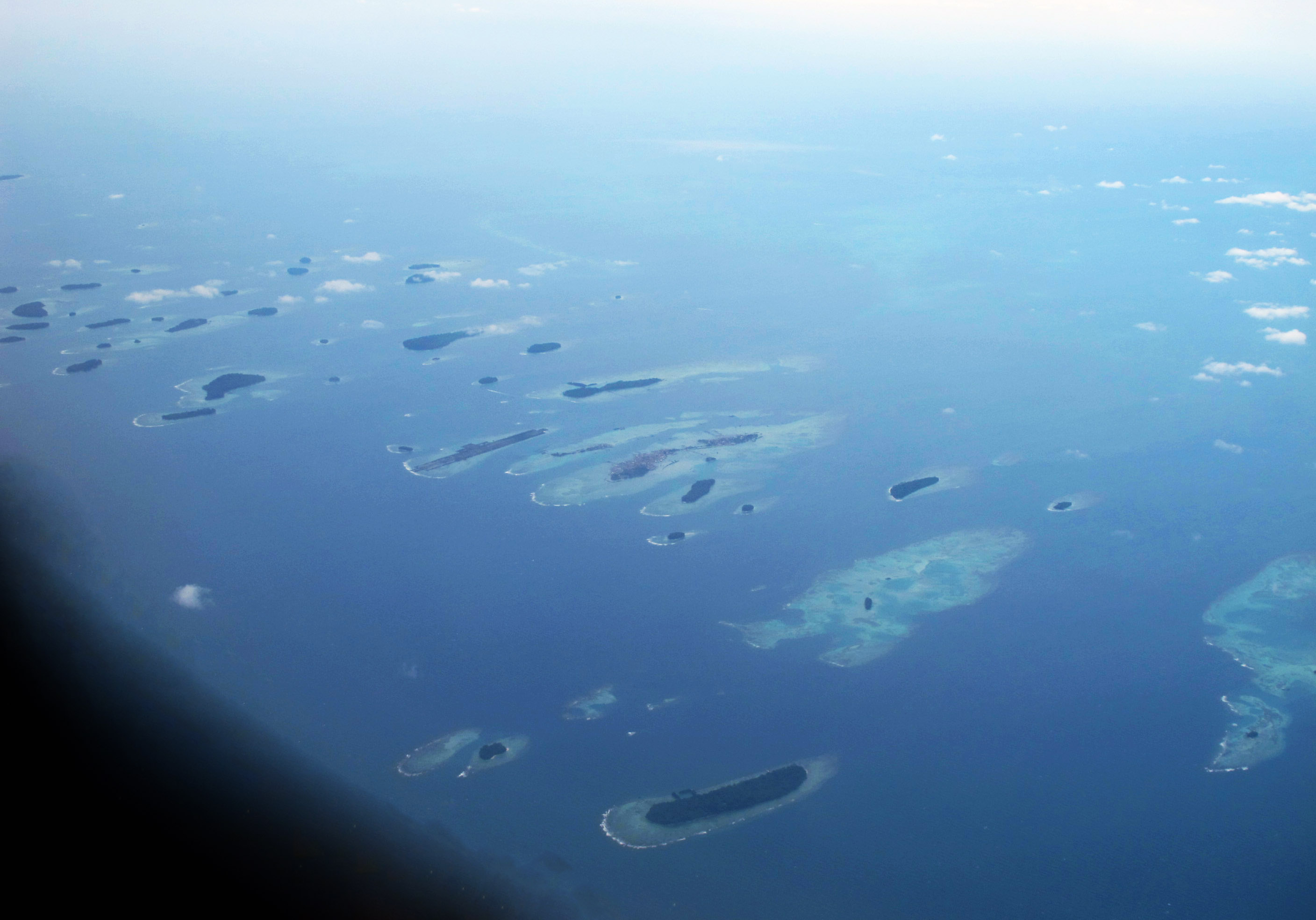
스리부 제도

스리부 제도(인도네시아어:  Kepulauan Seribu)는 인도네시아 자카르타 북쪽에 위치한 군도로, 342개 섬으로 이루어져 있다. 휴양지로 유명하다.